# Diplopterys cabrerana
Diplopterys cabrerana là một loài thực vật có hoa trong họ Malpighiaceae. Loài này được (Cuatrec.) B.Gates mô tả khoa học đầu tiên năm 1979.

## Hình ảnh

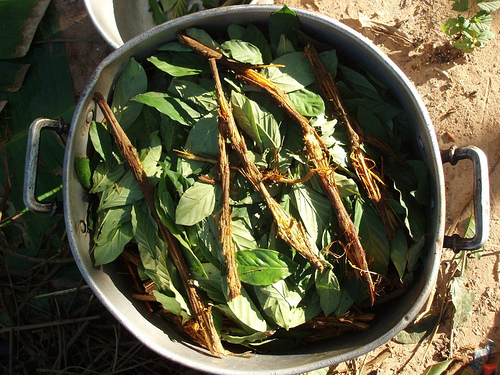